# Neue Straße 13, 13a

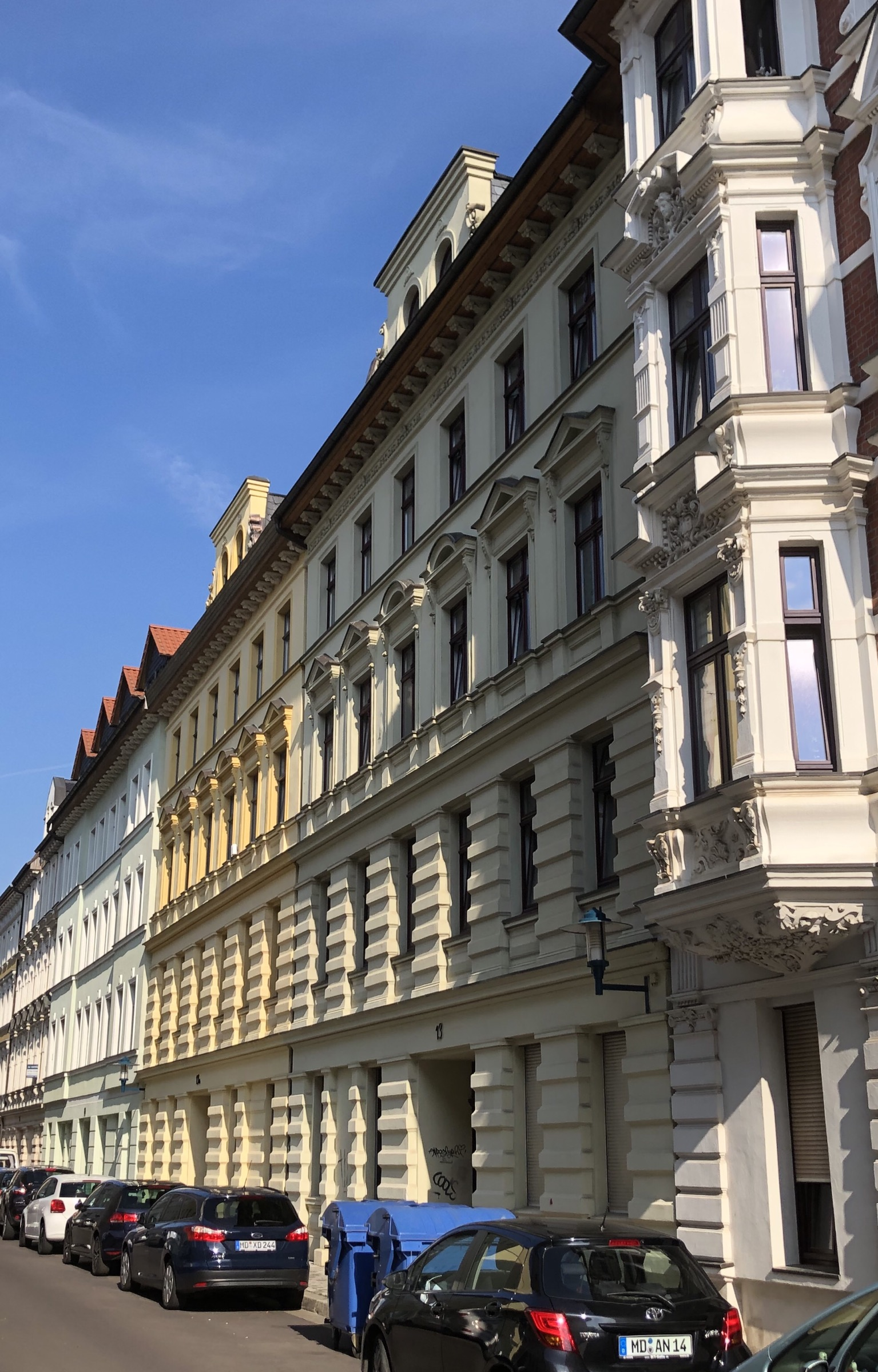
Wohnhaus Neue Straße 13, 13a

Das Gebäude Neue Straße 13, 13a ist ein denkmalgeschütztes Wohnhaus in Magdeburg in Sachsen-Anhalt.

## Lage
Es befindet sich im Magdeburger Stadtteil Buckau auf der Südseite der Neuen Straße. Westlich grenzt das denkmalgeschützte Haus Neue Straße 12 an.

## Architektur und Geschichte
Die viergeschossigen, verputzten Gebäude wurden 1888 vom Bauunternehmer und Maurerpolier Alb. Brecht errichtet, der zu gleich auch Eigentümer der Häuser wurde. Die beiden traufständigen Häuser des Historismus sind jeweils sechsachsig ausgeführt und identisch im Stil der Neorenaissance gestaltet. Sowohl am Erd- als auch am ersten Obergeschoss besteht eine Rustizierung. Oberhalb der Fensteröffnung des zweiten Obergeschosses befinden sich Fensterverdachungen abwechselnd in Form von Dreiecksgiebeln und Segmentbögen. Mittig verfügt jedes der Häuser über eine zweiachsigen Dacherker.
Auf der Hofseite schließt sich jeweils ein Seiten- und ein Hinterhaus an.
Im örtlichen Denkmalverzeichnis ist das Wohnhaus unter der Erfassungsnummer 094 82619 als Baudenkmal verzeichnet.
Das Gebäude ist als Teil der erhaltenen gründerzeitlichen Straßenzeile prägend für das Straßenbild und gilt als Beispiel eines typischen Mietshauses der Bauzeit.